# Проспект Ветеранов (Москва)
Проспе́кт Ветера́нов — улица на северо-востоке Москвы в районе Сокольники между Богородским шоссе и Оленьим Валом, проходит параллельно реке Яузе.

## Происхождение названия
Участок Проектируемого проезда № 1889 от реки Яузы до Богородского шоссе получил название в мае 2016 года. Оно связано с расположением магистрали рядом с Центральным военным клиническим госпиталем им. П. В. Мандрыка. Переименование было предложено в честь участников Великой Отечественной войны и связано с празднованием 75-летия начала контрнаступления советских войск под Москвой.

## Описание
Проспект Ветеранов представляет собой крупную магистраль, имеет по четыре полосы движения в каждую сторону. Начинается от Яузы у Оленьего моста и Русаковской набережной, проходит на северо-запад, слева к нему примыкает Большая Оленья улица. Выходит на Богородского шоссе. Слева расположен Военный госпиталь № 2 им. П. В. Мандрыка. Проспект построен в середине 1990-х годов, открыт в конце 1990-х годов. Излишняя ширина проезжей части (8 полос) объясняется тем, что планировалось в дальнейшем продлить проспект до Краснобогатырской улицы, и включить в состав нереализованной Северной рокады.

### Развитие
В 2021—2022 годах был построен Проектируемый проезд № 422, соединяющий Проспект Ветеранов с Краснобогатырской улицей посредством моста через реку Яуза. 22 ноября 2022 года движение по проезду было открыто.
Одновременно с открытием Проектируемого проезда № 422, включён светофорный объект, регулирующий движение на перекрёстке проспекта с проездом.